# Thomas Doss
Thomas Doss (* 6. Juni 1966 in Linz) ist ein österreichischer Komponist und Dirigent.

## Leben
Die Eltern von Thomas Doss, beide Berufsmusiker, unterrichteten ihn ab dem Alter von 7 Jahren auf dem Tenorhorn und auf der Posaune. Thomas Doss schrieb mit 11 Jahren erste Kompositionen.
Er studierte ab 1980 am Brucknerkonservatorium in seiner Heimatstadt Linz und schloss sein Studium in den Fächern Instrumentalpädagogik, Posaune, Komposition und klassisches Dirigieren ab. Weiterführende Studien absolvierte er an der Musikuniversität Wien, am Mozarteum in Salzburg und am Conservatorium Maastricht. Weiter hospitierte er in Los Angeles an den MGM-Studios und am Dick Groove-College.
1988 wurde Thomas Doss Dirigent des Wiener Kammerorchesters; von 1990 bis 1993 war er Chefdirigent beim staatlichen Orchester in Quedlinburg.
Thomas Doss unterrichtet seit 1991 Blasmusik-Direktion und Arrangieren am Oberösterreichischen Landesmusikschulwerk und an der Musikschule Linz; seit 2006 ist er Koordinator des Ensembleleitungs-Programmes für Oberösterreich. Von 2001 bis 2011 war er Professor für Ensembleleitung am Konservatorium Wien Privatuniversität; danach wirkte er bis 2016 als Professor für Blasorchesterleitung am Konservatorium „Claudio Monteverdi“ Bozen.

## Werke für Blasorchester (Auswahl)
- Alpina Saga
- Atlantis, drei Traumbilder
- Aurora
- Concerto Tricolore für Trompete und Blasorchester
- Enjoy the Music
- Fanfare for a Special Moment
- Firework
- Gjallarhorn für Horn und Blasorchester
- Green Hills Fantasy
- Harmonicis Mundi, Konzertmarsch
- Il Briccone, Konzertmarsch
- Jungle
- Lone Star Overture
- Luceafarul
- Montana Fanfare
- Nyx
- Orientales
- Ouvertüre 2001 – Die Österreichische
- Ouvertüre Allemande
- Romanian Dances
- San Francesco-Choral
- Sankt Florian-Choral (In memoriam Anton Bruckner)
- Sentimental Ballade
- Sidus
- Solaris
- Stone Age
- Symphonie der Hoffnung[3]
- Symphony in Green
- 2008 Zeppelin-Sinfonie
- 2015 Terra Mystica
- 2017 Einstein
- 2017 The Iron Ring (Auftragskomposition des voestalpine Blasorchesters)
- 2021 Blasmusikpop (Oper)[4]

## Veröffentlichungen
- Instrumentation für sinfonisches Blasorchester: eine Einführung. Rundel, Rot an der Rot 2005, ISBN 978-3-9808991-0-9.
- Dimensionen der Ensembleleitung. Mitropa Music, Hagendorn 2009, ISBN 978-90-431-3140-7.[5]

## Diskografie
- Alpina Saga (Mitropa Music; 2002), Koninklijke Militaire Kapel „Johan Willem Friso“, Jan de Haan (Dirigent), Tijmen Botma (Dirigent).
- Prima la Musica (Mitropa Music; 2004), The Royal Norwegian Navy Band, Rundfunk-Blasorchester Leipzig, Koninklijke Militaire Kapel „Johan Willem Friso“, Landespolizeiorchester Baden-Württemberg, Wind Project of Schärding, Thomas Doss (Dirigent).
- Luceafarul. Music by Thomas Doss (Mitropa Music; 2005), Musikkorps der Bundeswehr, Walter Ratzek (Dirigent).
- Zeppelin-Sinfonie (Mitropa Music; 2008), Musikkorps der Bundeswehr, Walter Ratzek (Dirigent).
- Romanian Dances (Mitropa Music; 2008), Sinfonisches Blasorchester des Bruckner-Konservatoriums Linz, Thomas Doss (Dirigent).
- Images of a City. Music by Franco Cesarini, Thomas Doss & Otto M. Schwarz (Mitropa Music; 2010), Rundfunk-Blasorchester Leipzig, Thomas Doss (Dirigent).
- Sinfonie in Grün. Komponistenporträt (Mitropa Music; 2012).

## Auszeichnungen
- 1989: Heinrich-Gleißner-Preis
- 1997: Kunstförderungsstipendium der Stadt Linz
- 2012: Kulturpreis des Landes Oberösterreich
- 2019: Buma International Brass Award der niederländischen Stiftung Buma Cultuur